# Daniel Maeztu
Daniel Maeztu Pérez, más conocido como Dani Maeztu (Durango, Vizcaya, 1974), es un abogado y político español de ideología independentista vasca, ex-parlamentario vasco de Aralar y exconcejal de Durango por la misma formación política.

## Trayectoria profesional
Licenciado en Derecho por la UPV/EHU y especializado en temas medioambientales, es reconocida su trayectoria en diversos grupos ecologistas, como Bizkaiko AHTren Aurkako Asanblada (Asamblea contra el Tren de Alta Velocidad de Vizcaya) y AHT Gelditu! Elkarlana. Además, desempeña labores de abogacía desde su propio despacho en Durango.

## Trayectoria política
Miembro de Aralar desde el año 2002, resultó elegido concejal de Durango en las elecciones municipales de 2003. En las elecciones al Parlamento Vasco de 2009 encabezó las listas de ese partido por Vizcaya, obteniendo un escaño.
Durante el V Congreso de Aralar, celebrado en septiembre de 2011, fue elegido miembro de la ejecutiva, y más tarde fue designado vicecoordinador.
Continuó siendo miembro del Parlamento Vasco al haber conseguido revalidar su acta parlamentaria en las elecciones del 21 de octubre de 2012, en las que se presentó en el puesto número 4 en las listas de la coalición EH Bildu por Vizcaya.
Desde 2016 no ocupa ningún cargo institucional, ejerciendo en la actualidad de secretario-interventor municipal.